# Daniel Firman
Daniel Firman (Bron, 1966) es un artista francés que vive y trabaja en Burdeos (Francia) y Nueva York (Estados Unidos).

## Biografía
Después de estudiar en el Beaux-Arts en Saint-Etienne y Angoulême, se interesó mucho por la escultura convencional. A partir de 1998, empieza a crear un lenguaje de diseño único en su género.

## Obras (selección)
- Würsa a 18 000 km de la tierra, 2006-2008, taxidermia de elefante, Colección Vranken - Pommery Monopolio, Reims.
- Nasutamanus, 2012, Fibra de vidrio, polímero.
- Loxodonta, 2017, resina de poliuretano blanda, resina de poliéster, acero, fibra de vidrio.
- Lucas, 2007 (obra presentada como parte de la exposición "Dérive" del Premio Ricard Corporate Foundation 2007)
- Gathering, 2000, Yeso, ropa, zapatos, luz, objetos diversos en plástico, metal, Colección FRAC Borgoña.
- Gravedad, 2000, Plâtre, tejidos, materias plásticas, objetos diversos, Colección FRAC Limousin
- Simply Red, 2009, Plâtre, ropa, objetos diversos
- Escaparate, 2002-2006, Plâtre pintado, acero, ropa y objetos diversos (obra adquirida por Drouot Montaigne París, por 20.249 euros, 21 de octubre de 2007)
- Airless (Charlotte), 2006, Plâtre, ropa, cuarto a aire
- Carla 4.º movimiento, 2009, Plâtre, ropa, accesorias
- Linda, 2012, Résine pintada, acero, ropa, zapatos, peluca
- Jérome (JB), 2006, Plâtre, ropa, peluca, accesorias, acero, pintura
- Superpôleposition, en colaboración con Christian Lacroix, 2004, Plâtre, ropa, objetos diversos
- Excéntrico, 2003-2004, Plâtre, filasse, acero, pintura, cuero y textil, Colección CNAP
- La gran Corona, 2008, Résine, ropa, pelucas, pelotas
- Dúo (Lodie, Paola, Denis, Amélie, David, Siet, Camille), 2013, Résine polyuréthane, pintura
- Movimiento, 1998, Plâtre filasse, Colección FRAC Borgoña
- Bi-vivienda, 2000, Plâtre, acero, filasse, vídeo, su, Colección Languedoc-Roussillon
- Bailado #4, 2005, Fotografía Color contrecollée sobre aluminio, Colección Lafayette Anticipación
- Something Strange Happened Here, 2009, Néon (œuvre expuesta para la Biennale de Venecia en 2009)
- If you see something say something, 2015, Néon
- Bug, 2005, Néon
- La aguja, 2007, Néon
- Giro en torno a la tierra, entre tierra y bakélite #1, 2013, Résine polyuréthane teñida
- Drone Project, 2013, Guitarras, discos, pedales de efectos, amplis
- Rotomatic, 2011, Lava-linge, motor, bosque, plexiglas, Colección MAC Lyon
- Deflagración, 2006, Metal, plástico, vaso, Colección FRAC Languedoc-Roussillon
- Caída Libre, 2007, Congelador, caja de caudales
- More Weight, 2011, Bronce
- El fuego, 2011, Bronce

## Exposiciones (selección)

### Exposiciones personales (selección)
- " Magnitud. French Escultura from Laurens until today ", museum Beelden aan Zee - Sculptuur Insti- tuut, EL Den Haag, Holland, 2014
- " La materia gris ", Museo de arte contemporáneo de Lyon, Francia, 2013
- " Backflip ", Galería Emmanuel Perrotin, París, Francia, 2011
- " SSHH ", Biennale de Venecia, Venecia, Italia, 2009
- " Wûrsa (from 18 000 kilometers of the earth) ", Palacio de Tokio, París, Francia, 2008
- " Daniel Firman ", siege de Arte, en cooperación con el FRAC Alsacia, Estrasburgo, Francia, 2008
- " La masa grave ", Galería Alain Gutharc, París, Francia, 2007

- " Tocar : Fluido ", El gran Café, Santo-Nazaire, Francia, 2006
- " Push-pull ", School of Finos Artes/Edouard Manet Gallery, Genevilliers, Francia, 2005
- " OAP en 3 zonas ", Abadía Santa-André, Centro de arte contemporáneo de Meymac, Francia, 2002
- " Naturaleza de un lugar (a propósito de una separación) ", Frac Borgoña, Dijon, Francia, 1999
- " Daniel Firman ", Espacio de Arte Contemporáneo de la ciudad de París, Francia, 1995

### Exposiciones colectivas (selección)
- " The Transported man ", curator : Marc-Olivier Wahler, The Eli and Edythe Broad MSU Arte Museum, Lansing, Estados Unidos, 2017
- " GOSH! IS IT ALIVE? ", ARKEN Museum for Moderno Kunst, Ishøj, Dinamarca, 2017
- " Dada es tatou ", GDM Galería de Múltiplos, París, Francia, 2016
- " Escultura Hiperrealista ", Museo de Bellas Artes, Bilbao, España, 2016
- " El Cabaret al Salón ", curator Amigo Barak, El Beffroi, Salón de Montrouge, Francia, 2016
- " YOKO ONO Luz del amanecer ", MAC Museo de arte contemporáneo, Lyon, Francia, 2016
- " 2000 + 15 (15 years after) ", Blue Project Foundation, Barcelona, España, 2015
- " Y bien bailáis ahora! ", Centro de arte contemporáneo de Pontmain, Francia, 2015
- " Buenos días Francia ", Curated by Sunhee Choi, Seoungnam Arte Centre & Goyang Cultura Foundation, Seongnam & Goyang, Corea del sur, 2015
- " G I R L ", curated by Pharell Williams, Galería Perrotin, París, Francia, 2014
- " Happy Birthday Galería Perrotin / 25años ", TRIPOSTAL, Lille, Francia, 2014
- " Rob Pruitt’s Flea Market ", Moneda de París, Francia, 2012
- " The Circus as ha Parallel Universe ", Kunsthalle Wien, Austria, 2012
- " Néon. Who’s afraid of red yellow and blue? ", La Casa Roja, París, Francia, 2012
- " La suerte probable del hombre que había avalé el fantasma ", La Conciergerie, París, Francia Los monumentos nacionales , Mnam Centro Georges Pompidou, París, Francia, 2009
- " The Hidden Land ", gallery Nettie Horn, London, Reino Unido, 2009
- " Castillo de Tokio #Palacio de Fontainebleau ", Castillo de Fontainebleau, Francia, 2008
- " Less is less, more is more that’s all ", Capc Museo de arte Contemporáneo, Burdeos, Francia, 2008
- " Valores Cruces ", los Talleres de Rennes / Biennale de arte contemporáneo, Convento de los Jacobins, Rennes, Francia, 2008
- " Deriva ",  Fundación de empresa Paul Ricard, curator Mathieu Mercier, París, Francia, 2007
- " De su tiempo (2), Arte contemporáneo y colecciones privadas en Francia ", curator Hubert Besacier, Museo de Grenoble, Francia, 2007
- " Zona de Productividades concertadas, postigo 2 ", curator Frank Lamy, Mac/Val, Museo de arte contemporáneo del Val de Marne, Francia
- " Generación Picasso ", curator Anne-Pierre de Albis-Ganem, stand Citroën FIAC 2006, Gran Palacio, París, Francia, 2006
- " Calienta Marcel ", curator Emmanuel Latreille, Frac Languedoc-Roussillon, Montpellier, Francia, 2006
- Noche blanca, Los Correos de Louvre, París, Francia, 2005
- " Fée casa ", invitación de Fabrice Hyber, la Briquetterie, Ciry-el-Noble, Francia, 2005
- " El idiotie ", experience pommery #2, curator Jean-Yves Jouannais, propiedad Pommery, Reims, Francia, 2005
- " Antología der kunst ", ZKM museum, curator Jochen Gerz, Karlsruhe, Alemania, 2005
- " Extra! ", Swiss Institute, curator Marc-Olivier Walher, New-York, Estados Unidos, 2003
- " Ibilerak, Las representaciones del andar ", Koldo mixtelena kulturunea, San Sebastián, España, 2001
- " Cortado-pegado ", curator Yannick Miloux, Frac Limousin, Francia, 2001
- " Narcisse Herido ", curator Jean-Michel Ribettes, Pasaje de Retz, París, Francia, 2000
- " Las figuras de la andadura, de Beuys a Nauman ", curators Maurice Fréchuret y Thierry Davila, Museo Picasso, Antibes, Francia, 2000
- " Intersección 1- Íntima / anónima ", espacio de arte contemporáneo de HEC, curator con Bernard Zurcher, Jouy-en-Josas, Francia, 2000

## Cita
«Daniel Firman es representante de una nueva generación que quiere derribar el muro de la obra de arte y desacralizar la escultura. Para esto, echa por tierra la idea de volver a la condición angustiosa del ser humano».